# Brug 1479
Brug 1479 is een bouwkundig kunstwerk in Amsterdam-Zuidoost.
De betonnen brug uit 1982 is gelegen in het Jan Schaeferpad. Dat pad verzorgt voor een noord-zuidverbinding door de wijk Gein. Ze voert over een afwateringstocht tussen het Vreeswijkpad en het Gerrit van den Boschpad. Ten noorden van die tocht zijn straten en pleinen vernoemd naar plaatsnamen (Vreeswijk), ten zuiden kregen straten en pleinen vernoemingen naar verzetsstrijders (Gerrit van den Bosch, communist, 1911-1944)
Het ontwerp van de brug was in handen van de architect en kunstenaar Dirk Sterenberg werkend bij of voor de Dienst der Publieke Werken. Hij ontwierp voor Zuidoost diverse types brug, waarvan er van deze ettelijke in de wijk te vinden zijn (zie bijvoorbeeld brug 1348 en brug 1385). Ze zijn te herkennen aan de bijna artistieke sculpturen die de combinatie leuningen en banken in de balustraden op hun plaats houden. De brug draagt de kleuren grijs en blauw.
1431 · 1432 · 1438 · 1439 · 1444 · 1445 · 1446 · 1447 · 1448 · 1449 ·  1450 · 1451 · 1452 · 1453 · 1454 · 1455 · 1456 · 1457 · 1458 · 1459 · 1461 · 1462 · 1463 · 1464 · 1465 · 1466 · 1471 · 1472 · 1473 · 1477 · 1478 · 1479 · 1482 · 1483 · 1484 · 1485 · 1486 · 1487 · 1488 · 1489 · 1490
Overige brugnummers niet vergeven of gesloopt (gegevens 2022).